# バイオガス

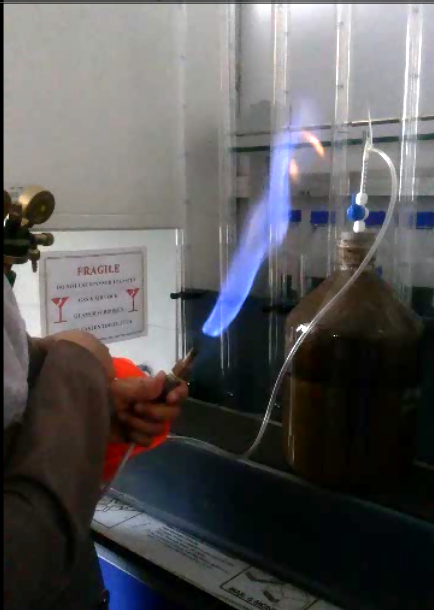
バイオガスの火

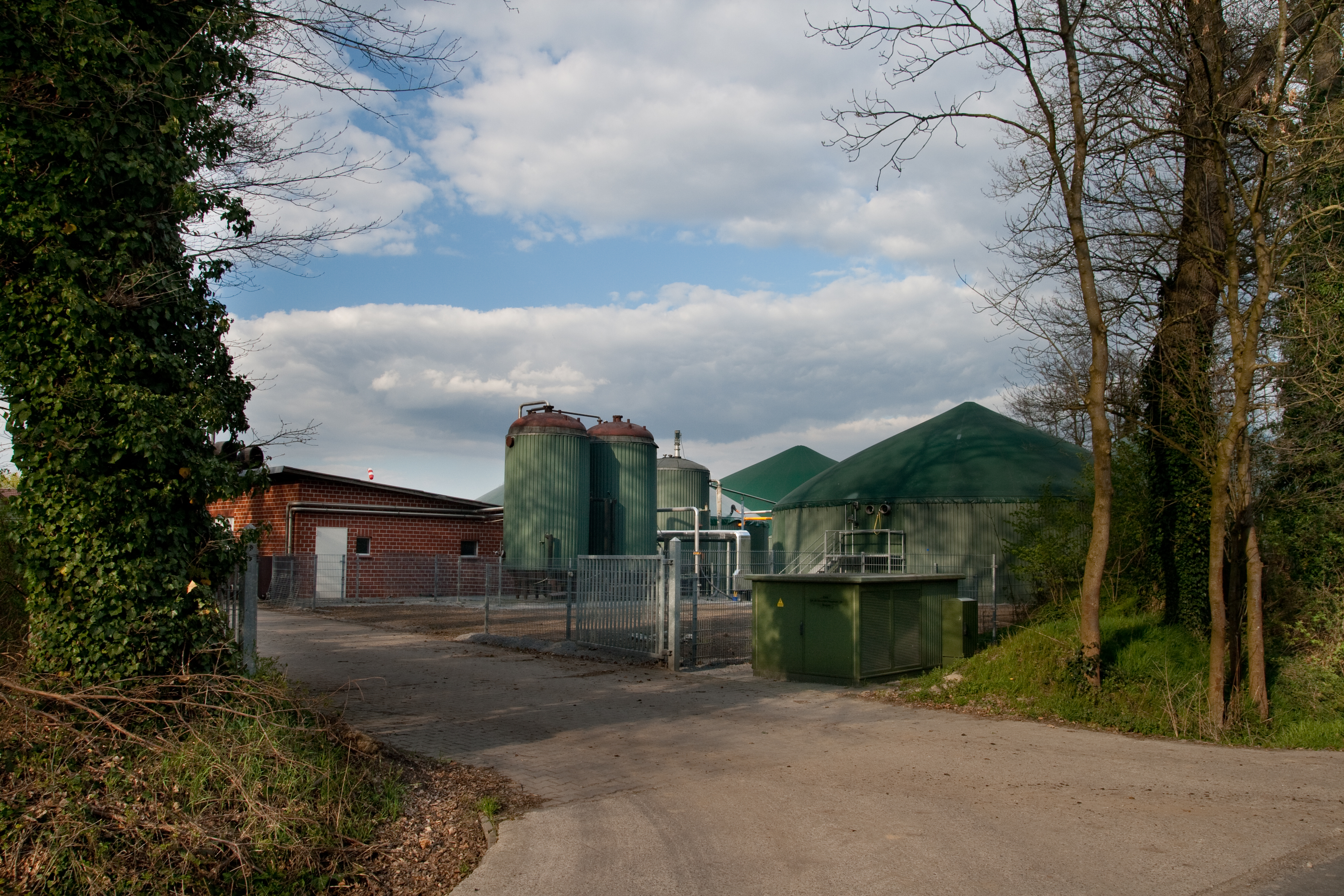
バイオガス・プラント。ドイツ

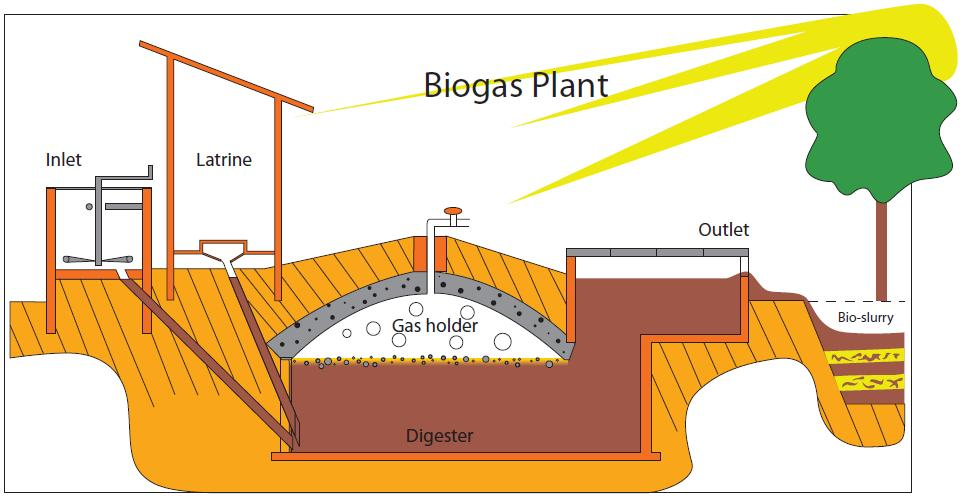
バイオガス・プラントの構造図

バイオガス（Biogas）は、バイオ燃料の一種で、生物の排泄物、有機質肥料、生分解性物質、汚泥、汚水、ゴミ、エネルギー作物などの発酵、嫌気性消化により発生するガス。例えば、サトウキビや下水処理場の活性汚泥などを利用して、気密性の高い発酵槽（タンク）で生産される。メタン、二酸化炭素が主成分。発生したメタンをそのまま利用したり、燃焼させて電力などのエネルギーを得たりする。バイオガスは非枯渇性の再生可能資源であり、下水処理場などから発生する未利用ガス等も利用が期待されている。
日本ガス協会もバイオガス利用促進センターを設置し、バイオガス利用促進の取り組みを行っている。国や自治体が化石燃料や都市ガス電力に炭素税を課税する議論があるが、バイオガスは、化石燃料とは異なりカーボンニュートラルであるため非課税になる可能性がある。

## 歴史
バイオガスの系統的な研究を初めて行ったのはイタリアの物理学者アレッサンドロ・ボルタであり、彼は1770年頃に北イタリアの沼から採取したガスの燃焼実験を行った。1821年、アメデオ・アヴォガドロはこのガスの正体がメタンであることを解明した。1884年、フランスのパスツールは家畜の糞からバイオガスを取り出す研究を行い、街路灯に利用することを提案した。19世紀後半になると嫌気性発酵で汚水が浄化されることが知られるようになり、1897年にインド・ボンベイの病院に初のバイオガスプラントが建設された。同プラントでは、1907年にはガスエンジンを使った発電がおこなわれている。
日本国内では1940年代末の都市ガスの未整備な時代に競馬場の馬糞を集めて穴に入れて醗酵して発生するメタンガスを利用した記録がある。

## 被処理物
発酵によるバイオガス化には、有機乾物の含有比率が5-15%の間で、かつ炭素と窒素の比率が20:1から40:1の間の廃棄物が適する。具体的には家畜糞尿、食品残滓、下水汚泥などが該当する。これらに対し、刈り草や木くずは好気性発酵による堆肥化が適する。
家畜糞尿のうち、ブタの糞尿は、消化管が短いことから未消化脂肪など発酵に適した有機物に富むが、水分比率が高すぎる欠点がある。ウシの糞尿は、反芻による高い消化能力により栄養分は利用しつくされているが、有機乾物の含有比率は発酵に適している。ニワトリの糞尿は、消化能力の悪さから栄養分が豊富に残っているが、乾物の比率が高すぎる欠点がある。これらを混合することにより欠点を補うことができるが、酪農家の専門化により単一の家畜の糞尿を処理する傾向がある。家畜に投与される抗生物質や、畜舎に散布される殺菌剤は発酵の阻害要因となる。
下水汚泥によるバイオガスは消化ガスと呼ばれ、都市部を中心に利用が進められている。

## メタン発酵
メタン発酵は、メタン菌をはじめとする多種の微生物により、炭水化物やタンパク質など多様な有機物を分解できる特徴がある。嫌気性発酵の特性上、曝気のための動力は不要であり、周囲への臭気の影響も一般に軽微である。メタンは水に溶けにくいため、分離・回収も容易である。高い温室効果係数を持つメタンを、適切に管理した設備で回収することは、地球温暖化防止の点でも有効である。
バイオガスの商業的利用では、できるだけ高いメタンの発生比率が求められる。一つの発酵槽ですべてのプロセスが進む一段式プラントではすべてのガスが混合ガスとして生じるが、二段式プラントでは、一段目では炭酸ガスや雑ガスなど利用価値の低いガス、二段目では80%を超えるメタンを含むガスが生じる。
発酵温度が高いと、発酵槽内の滞留期間は短くなり、ガス出力も高くなる半面、分解度が下がり、有機乾物重量当たりのガス創出量は少なくなる。家畜糞尿の場合、滞留期間は20-25℃では概ね60-80日、30-35℃では30-50日、40-45℃では15-25日となる。

## 成分
平均的なバイオガスの組成は次の通り。
| 物質            | %     |
| --------------- | ----- |
| メタン, CH4     | 50-75 |
| 二酸化炭素, CO2 | 25-50 |
| 窒素, N2        | 0-10  |
| 水素, H2        | 0-1   |
| 硫化水素, H2S   | 0-3   |
| 酸素, O2        | 0-2   |

## 普及状況
発展途上国では低価格の燃料として、調理用熱源に用いられる他、日本でも、精製メタンを供給する試みが行われている。
2007年には企業4社が、国内初の「バイオガス発酵プラントの余剰ガスをメタン精製して圧縮充填しガス供給する事業」を開始し、続いて、2008年1月、精製バイオガスを市場において一般流通させる日本初の試みとして、日本の同4社を含む企業11社が合同会社バイオガスネットジャパンを設立し、都内で天然ガス清掃車50台で試験供給を行うことを発表した。2・3年後には同社は株式会社に移行し本格的に事業を開始する予定である。また2008年4月東京ガス、東邦ガス、大阪ガス4月下旬には西部ガスも加わった4社はバイオガスを都市ガス同じ品質、保安等確保することを条件に受け入れ申し込みを開始した。
2020年代のインドでは、ウシの排泄物から得るバイオガス事業が検討されており、2023年までにスズキが圧縮バイオメタンガスを燃料とするスズキ・ワゴンRを試作している。

## バイオ水素
バイオ水素は水素生産菌や光合成細菌によって生成されるバイオガスである。シロアリの消化器官内にいる共生菌の中には水素を生成する菌がいる事が確認されている。
水蒸気改質を利用してメタンから水素を作ることもできる。

水素を燃料電池等に供給する際は硫黄が燃料電池及び触媒に害をもたらすので、硫化水素等は取り除かなければならない。